# Галда-де-Жос (комуна)
Галда-де-Жос (рум. Galda de Jos) — комуна у повіті Алба в Румунії. До складу комуни входять такі села (дані про населення за 2002 рік):
- Бенік (524 особи)
- Галда-де-Жос (2032 особи) — адміністративний центр комуни
- Галда-де-Сус (449 осіб)
- Зегріш (6 осіб)
- Лупшень (37 осіб)
- Мегура (32 особи)
- Месентя (220 осіб)
- Оєждя (905 осіб)
- Пояна-Галдей (158 осіб)
- Рейкань (31 особа)
- Четя (488 осіб)

Комуна розташована на відстані 273 км на північний захід від Бухареста, 11 км на північ від Алба-Юлії, 66 км на південь від Клуж-Напоки.

## Населення
За даними перепису населення 2002 року у комуні проживали 4882 особи.
Національний склад населення комуни:
| Національність | Кількість осіб | Відсоток |
| -------------- | -------------- | -------- |
| румуни         | 4277           | 87,6%    |
| угорці         | 553            | 11,3%    |
| цигани         | 38             | 0,8%     |
| німці          | 12             | 0,2%     |
| турки          | 1              | < 0,1%   |
| італійці       | 1              | < 0,1%   |

Рідною мовою назвали:
| Мова       | Кількість осіб | Відсоток |
| ---------- | -------------- | -------- |
| румунська  | 4309           | 88,3%    |
| угорська   | 554            | 11,3%    |
| циганська  | 12             | 0,2%     |
| німецька   | 5              | 0,1%     |
| турецька   | 1              | < 0,1%   |
| італійська | 1              | < 0,1%   |

Склад населення комуни за віросповіданням:
| Релігія                                       | Кількість осіб | Відсоток |
| --------------------------------------------- | -------------- | -------- |
| православні                                   | 4190           | 85,8%    |
| реформати                                     | 504            | 10,3%    |
| греко-католики                                | 71             | 1,5%     |
| римо-католики                                 | 52             | 1,1%     |
| адвентисти                                    | 27             | 0,6%     |
| п'ятдесятники                                 | 19             | 0,4%     |
| баптисти                                      | 2              | < 0,1%   |
| лютерани (Синодально-пресвітеріанська церква) | 2              | < 0,1%   |
| мусульмани                                    | 1              | < 0,1%   |
| старообрядці                                  | 1              | < 0,1%   |
| не релігійні                                  | 1              | < 0,1%   |
| не вказали релігію                            | 4              | 0,1%     |